# 로지 데이
로지 데이(Rosie Day, 1995년 3월 6일 ~ )는 영국의 배우이다.

## 출연 작품
- 더 마더 (2020)
- 다운 어 다크 홀 (2018)
- 컨벤트 (2018)
- 버터플라이 키세스 (2017)
- 하울 (2015)
- 로드 투 로마 (2015)
- 소로 (2014)
- 아이온크래드2: 피의 전투 (2014)
- 식스틴 (2013)
- 굿 나이트 (2012)
- 시즈닝 하우스 (2012)